# Hockey Club Monza 1961
Questa voce raccoglie le informazioni riguardanti l'Hockey Club Monza nelle competizioni ufficiali della stagione 1961.

## Maglie e sponsor
| 1ª divisa |

## Rosa
| N° | Naz.              | Ruolo | Sportivo            |  |  |  |
| -- | ----------------- | ----- | ------------------- |  |  |  |
| ?  | Italia (bandiera) | P     | Bruno Bolis         |  |  |  |
| ?  | Italia (bandiera) | E     | Gualtiero Bortolini |  |  |  |
| ?  | Italia (bandiera) | E     | Cesare Bosisio      |  |  |  |
| ?  | Italia (bandiera) | E     | Maurizio Gelmini    |  |  |  |
| ?  | Italia (bandiera) | E     | Emilio Levati       |  |  |  |
| ?  | Italia (bandiera) | P     | Motta               |  |  |  |
| ?  | Italia (bandiera) | E     | Gianni Pennati      |  |  |  |
| ?  | Italia (bandiera) | E     | Pessina             |  |  |  |
| ?  | Italia (bandiera) | E     | Vincenzo Villa      |  |  |  |

- Allenatore:  Luigi Kullmann